# 象牙参
象牙参（学名：Roscoea purpurea）为姜科象牙参属下的一个种。其种加词“purpurea”意为“紫色的”。

## 变型
- Roscoea purpurea f. purpurea
- Roscoea purpurea f. rubra Cowley

## 延伸阅读
[在维基数据编辑]
 《植物名實圖考·象牙參》，出自吳其濬《植物名實圖考》